# Sándor Szalay
Sándor Szalay (6 giugno 1893 – 5 aprile 1965) è stato un pattinatore artistico su ghiaccio ungherese, specializzato nel pattinaggio artistico su ghiaccio a coppie.

## Palmarès
(coppie con Olga Orgonista)
| Evento                         | 1928 | 1929 | 1930 | 1931 | 1932 |
| ------------------------------ | ---- | ---- | ---- | ---- | ---- |
| Giochi olimpici invernali      |      |      |      |      | 4°   |
| Campionati mondiali            |      | 3°   |      | 2°   | 4°   |
| Campionati europei             |      |      | 1°   | 1°   |      |
| Campionati nazionali ungheresi | 1°   | 1°   | 1°   |      |      |